# القارب المكسور

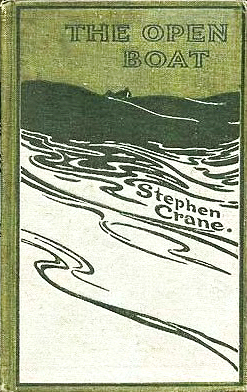
الطبعة الأمريكية الأولى لقصة "القارب المكسور"، كما وضحها ويل برادلي.

«القارب المكسور» هي قصة قصيرة للمؤلف الأمريكي ستيفن كرين (1871-1900). كانت نشأتها الأولي في عام 1897. تتمحور حول تجربة كرين المريرة في النجاة إلي مشارف ساحل فلوريدا علي إثر غرق سفينته أثناء سفره إلي كوبا للعمل كمراسل صحفي في بدايات هذا العام.تعلق كرين في البحر كمن تقطعت به السبل لما يقارب الثلاثون ساعة وذلك عندما اصطدمت سفينته س س كومودور بجرف رملي فخارت قواها ثم اندثرت تحت الماء. وأجبر كرين برفقة ثلاثة أخرين إلى إيجاد طريقهم نحو الشاطئ بواسطة قارب صغير. كان بيلي هيجينز الذي يعمل بمجال التزييت والبئر البترولية واحدٌا ممن غرقوا بعد انقلاب القارب. لقد غلفت تلك المعاناة بعد تحطم السفينة والتي آلت إلى نجاتهم بالغلاف الفني الروائي حيث سميت بعنوان «قصة ستيفن كرين» والتي تم نشرها للمرة الأولي بعد عدة أيام من إنقاذه.
ومن ثم قام كرين بتغيير مساره نحو الإتجاه السردي، فكانت النتيجة هي تبلور القصة القصيرة «القالب المكسور» والتي تم نشرها في صحيفة سكريبنير. قام مراسل مجهول برواء تلك القصة ولكنها تحتوي علي اللمسة الضمنية لكرين وأيضاً تتشابه أحداثها مع التجربة الحية التي مر بها البطل بعد تحطم السفينة. فقد تم نشر مجلد بعنوان «القارب المكسور وحكايات أخرى من المغامرة» في الولايات المتحدة الأمريكية في عام 1898 بالتزامن مع نشر نسخة بعنوان «القارب المكسور وحكايات أخرى» في إنجلترا. وانطلاقا من إشادة النقاد المعاصرين إلى انفرادها بالإبداع، فتعد تلك القصة مثالًا لعمل أدبي يتميز بالنزوع الطبيعي، وواحدة من أهم الأعمال التي تغذت بالمناقشة تبعًا للقانون الكنسي لكرين. ومن الجدير بالذكر استخدامها للتصوير الجمالي والمفارقات والرمزية واستكشاف بعض الأفكار مثل البقاء علي قيد الحياة وروح التكافل والصراع بين المرء والطبيعة. اعتبر الأديب هربرت جورج ويلز «القارب المكسور» أنها قصة تتمثل وراء كل قضية، وأنها تتربع على قمة جميع الأعمال الأدبية.

## الخلفية التاريخية
وانطلاقا من تعاقده مع صحيفة النقابة باتشيلر للعمل كمراسل عسكري أثناء حرب الاستقلال الكوبية ضد الاحتلال الإسباني، استقبل ستيفن كرين البالغ من العمر الخمسة وعشرين عاما بسفينته البخارية «المعاد ترميمها» س س كومودور في ليلة رأس السنة الجديدة لعام 1896. أبحرت السفينة من جاكسونفيل، فلوريدا وبها سبعة وعشرين أو ثمان وعشرين رجلاً وشحنة من الإمدادات والذخيرة للمتمردين الكوبيين. وعلي نهر سانت جون ريفر (st.Johns river)، الذي يبعد حوالي 2 ميل (3 كم)من جاكسونفيل، اصطدمت السفينة كومودور بجرف رملي علي أثر انتشار موجة ضبابية كثيفة والتي أدت إلى تدمير هيكلها. وفي اليوم التالي ساقها ذلك الجرف الرملي إلى مايبورت، فلوريدا وهي أشد تدميراً. بدأ الثقب في الظهور في غرفة المرجل في ذلك المساء، وذلك نتيجة إلى مضخات المياة المعطوبة. وعلى إثرها توقفت السفينة توقفاً تاماً علي بعد 16 ميلاً من مدخل موسكيتو (يُطلق عليه الآن مدخل بونس دي ليون). عندما شرعت السفينة في الغرق، أخذ كرين في وصف غرفة المحرك كأنها مشهداً متشابهاً قد صُور من وسط الجحيم.
شرعت قوارب النجاة التابعة للسفينة كومودور في التدلي إلى الأسفل في الساعات الأولى من بداية اليوم في 2 يناير عام 1897، وقد غرقت السفينة في الساعة السابعة صباحاً. يُعد كرين آخر الناجين من على متن السفينة بمسافة 10 قدم (3.0) متر للزورق الصغير. أخذت مسيرة كرين وثلاثة آخرين (من بينهم القبطان إدوارد ميرفي) إلى ساحل فلوريدا ما يُقارب اليوم ونصف اليوم. كان هذا قبل محاولتهم لإرساء قاربهم على شاطئ دايتونا. ولكن القارب الصغير لم يلبث أن انقلب بفعل الأمواج المتلاطمة، والتي أجبرت الرجال الذين أنهكهم التعب على السباحة وصولاً إلى الشاطئ؛ وهناك شخص برفقتهم قد وافته المنية يدعي بيلي هيجنز،  والذي يعمل بمجال التزييت. وتصدرت تلك الفاجعة الصفحة الإخبارية الأولى ودوت أرجاء المدينة الإشاعات؛ بأن السفينة قد دُمرت بالكامل ولكن لم يثبت مطلقاً صحة هذه الإشاعات.
بعد عدة أيام من تلك المحنة، جُمع شمله بصديقه، (كورا)، وأسرع بتدوين أول تقرير عن غرق السفينة أثناء انتظاره سفينة أخرى في جاكسونفيل. اعترته حالة من اليأس لفقدان العمل، ولكن سرعان ما ذهب إلي نيويورك لتأمين وظيفة لتغطية أحداث الحرب العثمانية اليونانية (1897)، والتي كانت على وشك الحدوث. فرغ كرين من كتابة قصته بعد عدة أسابيع في منتصف فبراير والتي أصبحت «القارب المكسور». طبقاً لما ورد عن رفيقه المراسل رالف ديلاهاي باين عن اغتنام كرين الفرصة لكتابة أول مقدماته لكتابة قصة قصيرة إلى ميرفي عندما عاد كرين من جاكسونفيل.وعندما قام كرين بسؤاله عن رأيه، زعم قائلاً: «لقد حصلت عليها، ستيفن، وهذا ما حدث بالفعل، وماشعرنا به. اتل علي بعض منها».

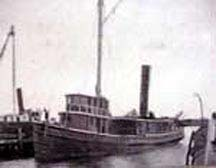
السفينة س س كومودور راسية في حوض السفن.

## تاريخ النشر
ترأس التقرير الذي كتبه كرين بشأن تلك الحادثة الوضع الأمامي في صحافة نيويورك في 7 يناير، عام 1897، وكان هذا بعد ثلاثة أيام عقب إنقاذه. وقد تم إعادة طبعه سريعاً في عدة صحف مختلقة. سميت القصة «قصة ستيفن كرين الخاصة»، والتي تركز بشكل أساسي على واقعة غرق السفينة كومودور وما أعقب ذلك الغرق من فوضى. خصص كرين فقرتين فقط للتحدث عن مصيره ومصير رفاقه علي الزورق الصغير، في حين استرسل تفصيلياً في إظهار عدم قدرتهم على إنقاذ هؤلاء العالقين على متن السفينة الغارقة.
ربما تتخذ الأدوار مساراً مغايراً علي عكس ما ترجوه الإرادة. وقمنا بالتجديف لنرى هل بإمكاننا أن نحصل علي إشارة من رئيس المهندسين، ومن الجدير بالذكر مرور هذا الوقت بأكمله في صمت، يليه صمت، ثم صمت تام، لم يتخلله صرخة، أو أنين، وأعقب ذلك غرق السفينة كومودور.أخذت تترنح في مهب الريح، فتتأرجح خلفاً، ثم يميناً ثم إلي عمق البحر.وفجأة تم ابتلاع قوارب النجاة بفعل الموجات والدوامات المخيفة التي أطلقها المحيط. وفي الزورق الصغير الذي يبلغ طوله 10 أقدام، هناك الرجال الذين تملكتهم حالة من الصمت الذي أدى إلى عدم تفوه الألسنة بكلمة واحدة فهو شئ قد تخطى حدود الوصف.
تسبب التقرير في إحداث ضجة، مما دفع المؤلف إلى كتابة نسخة سردية عن هذه الأحداث. كان أول ظهور للقصة القصيرة في عدد يونيو عام 1897 في مجلة سكربينر، تعد «فلاناغان ومغامراته القصيرة التي لم تكتمل» هي النسخة الثانية التي تدور أحداثهاعن نفس أحداث تحطم السفينة ولكن سُردت من قبل القبطان، وتم نشرها في مجلة ماك كلورفي أكتوبر عام1897. تم نشر «القارب المكسور» بقلم كرين في الولايات المتحدة في صحف دووبلدي وماك كلور في أبريل عام 1898 كجزء من كتاب «القارب المكسور وحكايات أخرى من المغامرة»، والذي يضم أعمال إضافية مثل «تأتي العروس إلى السماء الصفراء» و «الطفل والموت» و «الحكماء». وتزامن نشر المجلد الإنجليزي مع المجلد الأمريكي بعنوان «القارب المكسور وقصص أخرى» عن طريق الناشر ويليام هاينمان. تتضمن كلتا النسختان العنوان الفرعي «قصة يُراد بها ماوراءها لكونها استعراضاً للخبرة الإنسانية أثناء فرارهم من السفينة البخارية الغارقة». ولكنها حُصرت مؤخراً في ويليام هيجينز والقبطان إدوارد ميرفي وستيوارد س.ب مونتغمري (Steward C. B).

## ملخص القصة
بدت نظراتهم تتحول إلى مستوى الدهشة، حتى أصبحوا غافلين عن لون السماء وسط تعلق قهري بالأمواج المتلاطمة التي تأخذهم إليها جراً. كانت تلك الرياح شديدة الزرقة كاللوح الإردوازي، تحتفظ بوجودها في القمم والتي تتألف من فقاقيع بيضاء، فجميع الرجال قد عرفوا إذن ألوان البحر. أخذ الأفق في الانكماش ثم التوسع، ثم إلى الهبوط إلى أسفل فالصعود إلى أعلى. وكانت حافة هذا الأفق في أغلبه مسننة تحده الأمواج التي تبدو كخطوط مندفعة مثل الصخور.

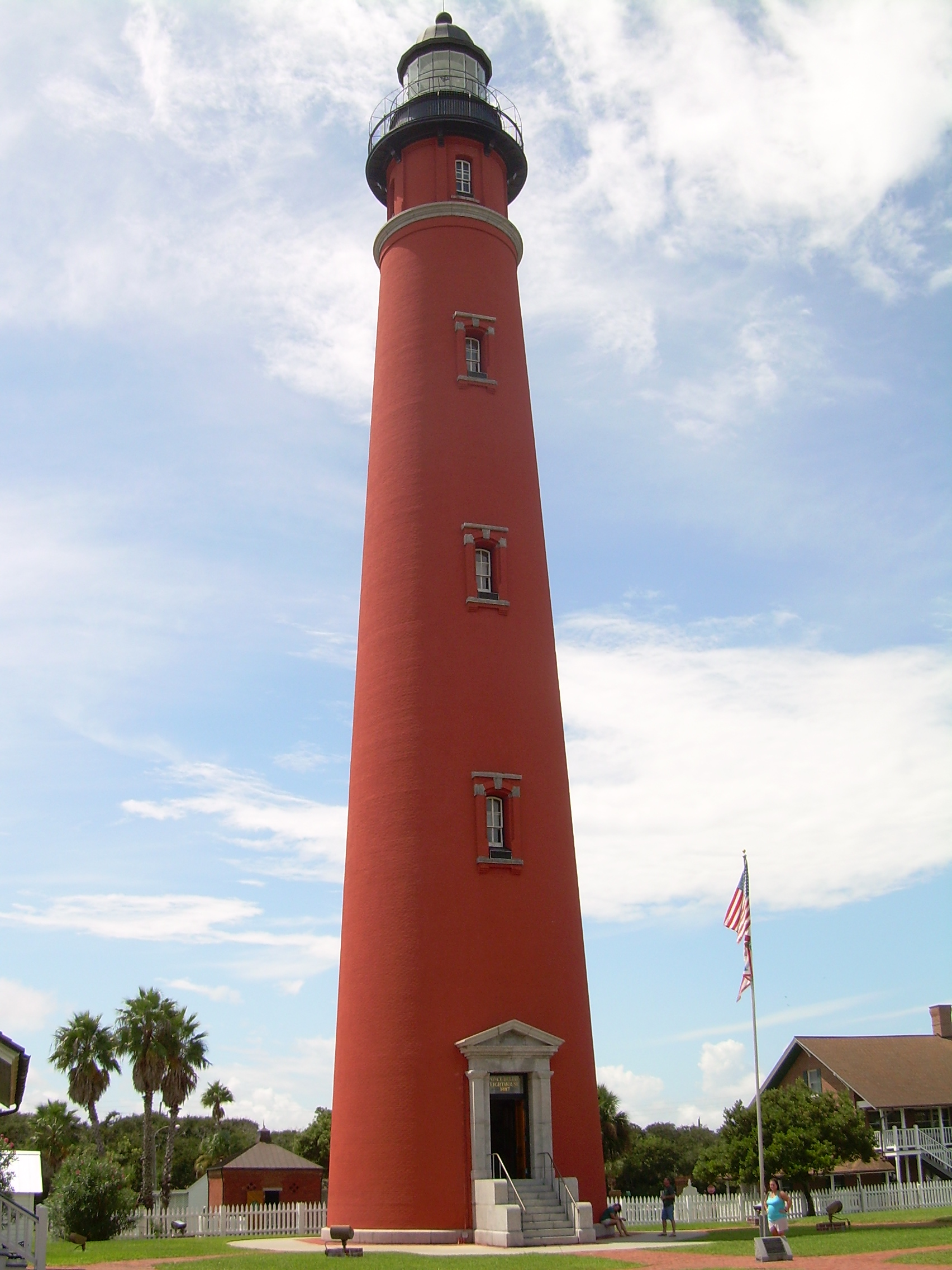
مدخل موسكيتو المضئ، المعروف حالياً باسم مدخل بونس دي ليون المضئ، والذي تم عرضه عن طريق فريق القارب المكسور.

تنقسم قصة «القارب المكسور» إلى سبعة أقسام، يسرد كلاً منها حدثاً يعتمد في بنائه على وجهة نظر المراسل ستيفين كرين نفسه. يعرض الفصل الأول ما تتضمنه الفصول الأربعة الأخرى فالمراسل وهو أحد المرافقين الذي تتسم شخصيته بالتعالي والانفصال الاجتماعي عن بقية المجموعة، القبطان المصاب المتجهم على أثر فقدانه لسفينته على الرغم من قدرته على قيادة الأزمة، وعلى الرغم من طبيعة الطاهي الدعابية، وجسده السمين؛ فهو يمتلك روح التفاؤل التي تحتم عليه الاقتناع بإمكانية إنقاذهم؛ والعامل بمجال التزييت بيلي الذي يعد الأقوى معنوياً حيث إنه الشخص الوحيد الذي أُشير إليه باسمه في تلك القصة. فيعد هؤلاء الأربعة هم الناجون من تحطم تلك السفينة، والتي حدثت قبل بداية نسج أحداث القصة لخيوطها. والذين جُرفوا في البحر ليستقلوا زورق صغيرٍ.
وتستعرض الفصول الأربعة التالية كيفية تحول الرجال بالسفينة من حالة الغضب المسيطرة عليهم في هذا الموقف اليائس إلى حالة من التعاطف لبعضهم البعض، وإدراكهم لحقيقة عدم اكتراث الطبيعة لأهدافهم ومصائرهم. أصبح الرجال في حالة من الإرهاق الشديد، والتشاحن مع بعضهم البعض. وعلى الرغم من ذلك، أخذ المراسل والعامل بمجال التزييت «بيلي» يتبادلان الأدوار للقيام بمهمة التجديف نحو الشاطئ، في حين قام الطاهي بنزح المياه للحفاظ على توازن القارب وجعله طافياً. وعندما وقعت أعينهم علي المنارة على الأفق المترامي، ضعفت شعلة الأمل وذلك بمجرد إدراك الخطر من محاولة الوصول إليها. تقلصت آمالهم بشدة بعد رؤية رجلٌ يلوح من جانب الشاطئ وعن احتمالية وجود قارب آخر أو عدم وجوده، فقد باء ذلك بالفشل. وعاد المراسل والعامل بالتزييت إلى مبادلة أدوار مهمة التجديف في حين استسلام الآخرين إلى النوم ولكن بشكل متقطع في جنح الليل. لمح المراسل بعد ذلك الحين سمكة القرش وهي تحوم على مقربة من السفينة، ولكن على ما يبدو لم تحرك فيه ساكنا على خلاف التوقعات. وفي الفصل قبل الأخير، يستدعي المراسل بضجر شديد مقطع شعري من قصيدة «بنجن على نهر الراين» للشاعرة «كارولين نورتون» وفيه استعراض لوفاة «جندي من فيلق» بعيدٌا عن موطنه.
يبدأ الفصل الأاخير بقرار الرجال بالتخلي عن القارب المفتت الذي مكثوا فيه لمدة ثلاثين ساعة في سبيل إيجاد طريقهم نحو الشاطئ. وعندما شرعوا في السباحة نحو الشاطئ، كان بيلي العامل بالتزييت يتقدمهم جميعاٌ؛ حيث أنه أقوي الرجال الأربع، أما القبطان فيتقدم نحو الشاطئ على الرغم أنه لايزال متعلقاٌ بالقارب، في حين أن الطاهي يستخدم مجذاف النجاة. حوصر المراسل من قبل التيار المحلي ولكنه سرعان ما استعاد قواه لإكمال رحلته نحو الشاطئ. بعد وصول الرجال الثلاثة إلى الشاطئ بأمان وقد قابلوا فريق الإنقاذ، فوجئوا بوجود جسد بيلي ملقي وقد جرفته الأمواج إلى الشاطئ.

## النوع والأسلوب
على الرغم من كونها قصة تتسم بالذاتية في السرد، إلا أن «القارب المكسور» يصنف من الأعمال الروائية الخيالية. وغالبا ما يُعد مثالاً جوهرياً للمذهب الطبيعي. ونوعاً من الحركة الأدبية الواقعية والتي تقوم بتطبيق الموضوعية والتجرد لدراسة الخصائص الإنسانية. بينما يتفق غالبية النقاد على كون القصة نموذجاً للوضع البشري، إلا أنهم يختلفون في طابعها الدقيق. ويعتقد البعض أن القصة تؤكد مكانة الإنسان في العالم من خلال التركيز على جانب انعزال الشخصية، وعلى الجانب الآخر هناك البعض يتضمنهم هؤلاء الذين يضفون على قصة «القارب المكسور» الطابع الإيديولوجي الرمزي يصرون على أنها سلطت الضوء على مكانة الإنسان في الكون من خلال استخدام الاستعارات والوسائل الغير مباشرة.
مثل الأعمال الرئيسية للمؤلف ستيفين كرين، فإن القارب المكسور يحتوي على العديد من الأساليب الجمالية مثل الرمزية والصور المجازية والاستعارات. وهناك أيضاً الوصف النابض بالحياة للون ممتزجاً بالأسلوب الكتابي الواضح والبسيط، واللذان يظهران بشكل حيوي خلال القصة، وروح الفكاهة في زي المفارقة الذي يخدم التعارض الصارخ في المكان الكئيب والشخصيات اليائسة. وقد أقر المحرر فنسنت ستاريت في مقدمة إلى مجموعة الأعمال التابعة لستيفن كرين لعام 1921تحت مسمى «الرجال والنساء والقوارب» والذي حاول فيه الإبقاء علي نغمة واحدة طوال العمل الأدبي في حين عدم مقدرة كاتب آخر على محاولة الكتابة بشكل رائع إلا وفقد تلك النغمة. وقد لاحظ النقاد الآخرين التشابه بين تلك القصة والمقالات المتعلقة بغرق السفينة والتي كتبها كرين في بداية عمله كمراسل صحفي في صحيفة«نيويورك تريبيون». وهناك بعض المقالات مثل «حطام عصر جديد» والذي يصف عملية غرق مجموعة من الناجين على مرأى من حشدٍ عاجزٍ، وأيضاً «أشباح علي ساحل جيرسي» والتي تحتوي على الصور الصارخة التي سبق عرضها بشدة في قصة «القارب المكسور».

## الأفكار الرئيسية

### المرء ضد الطبيعة

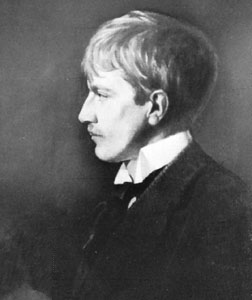
صورة فنية لوجه ستيفن كرين كما رسمها كورين كيه.لينسون عام 1894.

وعلى غرار غيرها من الأعمال ذات النزوع الطبيعي، فإن «القارب المكسور» تدقق في منزلة المرء، الذي عُزل قهراً ليس فقط من المجتع، وإنما أيضاً من الإله والطبيعة. يعد الصراع بين المرء وعالم الطبيعة من أبرز الأفكار التي تمحورت داخل هذا العمل الأدبي. وبينما يسلم الرجال بأن البحر المضطرب يشكل قوة عدائية ضدهم جميعاً، يأتي اليقين بأن الطبيعة كتلة متناقضة «عملة ذات وجهين». وفي بداية الجزء الأخير، أعاد المراسل التفكير في وجهة نظره عن عدائية الطبيعة قائلاً: «إن صفاء الطبيعة الذي يكمن وسط النضال الذي يلقاه الأفراد – هي الطبيعة التي تتمثل في الرياح، والتي تكمن في رؤية الرجال. أنها لم تبدو قاسية، أو رحيمة، أوغادرة، ولكنها كانت غير مبالية بشكل قاطع». ويشير المراسل بانتظام إلى البحر بصيغة الضمائر المؤنثة، في محاولة تحريضية للرجال الأربعة ضد التهديد المخنث الغير ملموس من قبل الطبيعة، فقد أوضح الناقد ليدايس كيسان إلى المخزي الروائي وهو تشويه صورة المرأة؛ فقد أشار إلى التجسيد القدري للناجين وكأنه «امرأة عجوز ساذجة» و «دجاجة عتيقة». يعد مبدأ جور الطبيعة من أهم الأفكار التي تمثلت في أعمال أخرى لكرين؛ فهناك قصيدة «الحرب ضرب ممتزجاً مع اتجاهات أخرى» والتي تعكس الفكرة المسيطرة على معظم أعمال كرين وهي اللا مبالاة الكونية:
فيتحدث المرء للكون قائلاً: سيدي، أنا موجود" فيعقب على عبارته قائلاً: "وعلى الرغم من ذلك، فإن تلك الحقيقة لم تخلق لي شعوراً بالتعهد الإلزامي تجاهك".
تعد الصراعات الميتافيزيقية الناجمة عن عزلة الإنسان، من أهم الأفكار الأساسية التي تمحورت داخل البناء الروائي. فكان له عميق الأثر على الشخصيات، فاستمرارهم لا يعتمد على عمادٍ أو قضية مهمة أو كونهم بحاجة إلى الحماية. شعر المراسل بالأسف على غياب الوازع الديني، فضلاً عن عجزه على إلقاء اللوم على الإله، متمتماً: «عندما تحدث مثل تلك النكبة لإنسان محاط بطبيعة تقلل من قدره، وتعتقد بأن تشويه الكون مبدأ مرفوض من أجل التخلص من شخص ما، فهو في البداية متمنياً أن يلقي بالحجارة في المعبد، ولكنه يكره حقيقة عدم وجود حجارة أو معبد». فإدراك الإنسان لنفسه وللعالم من حوله قد أتى إلى الجواب؛ فيشير الكاتب إلى طبيعة الأشياء في الظهور، متغاضياً عن شكلها السابق، مما يصيب الإنسان بالغموض الداخلي. وقد أشار ولفورد إلى أهمية الافتتاحية المعقدة للقصة، «بات لا أحد يعرف لون السماء، والتي كانت تمهيداً لمذاق غموضي مليئاً بالشكوك».

### البقاء والتضامن
وقد لاحظ الناقد «تشيستر ولفورد» في تحليله الناقد للقصة القصيرة الخيالية التي ألفها ستيفن كرين والتي تعد واحدة من أهم الأعمال الأدبية التي حوت في طياتها العديد من الأفكار التي تعاملت مع الشخصية الإنسانية وكأنها أداة صغيرة غير مُكترث بها أمام الكون الكبير الغير مبالي. وتعد أيضاً الخبرة الذاتية التي خاضها كرين في تجربة «القارب المكسور» من أهم ماتفردت به تلك القصة عن نظيراتها من الأعمال الأخرى، فيبدو ذلك جلياً في ارتباط كرين الوثيق بالقصة. وقد قامت السمة الذاتية لسريجو والتي ميزته بوصف كيفية إضفاء عامل الحدث الفعلي داخل عمل درامي خيالي، وأيضاً منح العمل قيمة القوة الكونية والقيمة الشعرية في رواية بسيطة يعتمد بناؤها على الصراع الإنساني من أجل البقاء.
وبمواجهة الانعزال الطبيعي، وجد الرجال سلواهم في تكافلهم، وغالباً مايُشار إليهم بالصفة الجماعية «الرجال» فضلاً عن الفردية والتي تكمن في الإشارة المهنية لكل شخص منهم على حدة، والتي خلقت إدراكاً واعياً عن حقيقة العلاقة الوثيقة التي تربطهم ببعضهم البعض، إنه من الصعوبة البالغة وصف العلاقة الأخوية الدقيقة التي ولدت بين الرجال في معاركهم البحرية.فلا أحد قال هذا. ولم يخبر أحداً بهذا ولكنها صفة قد تملكت الجميع في القارب وشعر كلاً منهم بدفء الآخر. فهناك القبطان، والعامي بالتزييت، والطاهي، والمراسل والذين تجمعهم الصداقة الحميمة، بل ربما تفوق درجة صلابة الحديد. وتعد فكرة البقاء من أهم العوامل التي ساهمت تميز ذلك العمل، وذلك لاشتماله على مجموعة من الرجال قد ساقهم القدر لخوض المعركة من أجل إنقاذهم. وتتأتي رغبة المراسل في البقاء جلية حيث يقوم بترتيل ذلك السطر الغنائي «ماذا لو غرقت_ ماذا لو غرقت_ ماذا لو غرقت، لماذا، بحق جنون السبعة آلهة الذين يديرون هذا البحر، فهل يُسمح لي برؤية متأملة عن بعد للرمال والأشجار؟». وجد المراسل في تكراره لنفسه شخصاً يتسم بالشعائرية الدينية ولكنه من الناحية الوجودية سائرٌ على غير هدى.

### المشاركة الوجدانية
من خلال كتابه «إخوة البحر» عام 1990: التقليد الروائي للبحر الأمريكي من موبي ديك وإلى الحاضر، قد لاحظ المؤلف بيرت بندرالتصوير التعاطفي الذي رسمه كرين للعامل بيلي الذي يعد أقوى الشخصيات الأربعة من الناحية الجسدية، وأسرعهم مصيراً إلى الموت. أثارت القدرة المتميزة التي يتمتع بها بيلي إعجاباَ في نفس كرين حيث قام بالتجديف على الرغم من عمله المضاعف قبل غرق السفينة. كتب بندر عن «رؤية كرين التأكيدية فيما يخص عمل بيلي المطرد البسيط الذي هو أساس ملموس لدوره هنا كمنقذ». وتصوير العامل بأنه رجل عامل بسيط ، يعكس تعاطفه الصريح مع مبدأ الديمقراطية المثالية للبحارة قبل تصوير الصارية بصورة حاسمة في التقليد الروائي للبحر الأمريكي. لم ينجُ بيلي من المحنة، وبذلك يُنظر إليه كقاعدة متناقضة لمبدأ الدروانية والتي ترفض تصنيف الشخص بأنه الأقوى جسدياً على الرغم من عدم نجاته من المحنة.
تحمل قصة «القارب المكسور» مرجعاً لقصيدة بعنوان «بنجن على نهر الراين» لكارولين نورتون عام 1883، والتي تركز بؤرة أحداثها على موت الفيلق الأجنبي الفرنسي بعيداً عن موطنهم في حين إدراكهم لمعنى القوة الجماعية. وعلى غرار القصيدة، وجد المراسل في الظروف العصيبة التي مر بها الجنود انعكاساً لمأساته مما دفعه إلى الشعور بالأسف على تلك الشخصيات الشعرية المجهولة، مشيراً إلى أوجه التشابه بين الجندي المتوفي والمراسل الناجي من السفينة الغارقة. دفع بعض النقاد مثل إدوارد ستون وماكس ويست بروك إلى الاعتقاد بأن ذلك الإدراك قد تسبب في اكتشاف المراسل ضرورة المشاركة الإنسانية في ظل وجود عالمٍ غير مكترث بالكيان الإنساني. بينما يمكن اعتبار أن الأشارة الأدبية آلة للسخرية ونبذ التعاطف الوجداني وأنها فقط تهدف إلى فائدةٍ طفيفة، قام ستون بإيضاح قيمة تلك القصيدة في إمكانية استخدامها كمصدر للاستشهاد في الرواية الحربية شارة حمراء والتي تستكشف أيضاً علاقة الإنسان مع الميتافيزيقية.

### الاستقبال والتراث
"القارب المكسور" هي واحدة من أكثر الأعمال الأدبية مناقشةً بشكل متكرر في القانون الكنسي لكرين، فيتم مناقشتها بشكل أدبي مقنن. قام الكاتب نيلسون فولت بإدراج قصة القارب المكسور في المجلد الثاني عشر من مجموعته الأدبية عام 1927، وتضمنها أيضاً مجلد ستيفن كرين للكاتب روبرت ستولمن عام 1952 في الاستعراض الأدبي للكاتب. لاقت القصة ومسميات المجموعات التالية هوى في نفس النقاد والمؤلفين المعاصرين. وانطلاقاً من الإشادة الجماعية بتفرد القصة وتسليطها الضوء على أهمية صديقه، كتب الصحفي هارولد فريدريك في استعراضه في صحيفة نيويورك تايمز أنه "إذا لم يقم كرين بكتابة أي شئ آخر،[ فقد وُضع [القارب المكسور] أيضاً ]في مكانة هي الأرقي بلا شك". ومن جانبه قام أيضاً الشاعر الإنجليزي روبرت بريدج بمدح القصة في استعراضه في صحيفة "الحياة"، قائلاً "إن كرين خطا نحو ترسيخ الخبرة الإنسانية التي مر بها بخطاً ثابتة فقد تعمقت في الأذهان، وكان هذا اختباراً للحرفية الأدبية". وأشار الصحفي والمؤلف الأمريكي هاري ايستي دونس بدور القصة وتميزها عن نظيراتها من الأعمال السابقة لكرين على الرغم من بساطة الحبكة الدرامية. فقد كتب في صحيفة نيويورك تايمز ايفينينج سان "إن هؤلاء الذين قاموا بقراءة القارب المكسور سوف يغفلون عن الإنجاز التقني البنائي للقصة قبل نسيان المحتوي الكلي، وتهكم بفجع شديد اليوم على مقربةً من الأرض، إطلاق السراح، المظاهر والقشرة الخارجية التي يتبعها تغير الكثير من المقاعد، والجمال المخيف والهادئ، والأخوة النابعة من جانب قليل من مجموعة بشرية معينة.
بعد وفاة كرين المبكرة بسبب مرض السل عن عمر يناهز الثامنة والعشرين، ظل عمله نبراساً تتجدد شعبيته يوماً بعد يوم. كتب الناقد والمؤلف إلبرت هابرد في نعي كرين في صحيفة الفلستين «أن قصة القارب المكسور قد صيغت في قالب واقعي يعد هو الأصعب والأشد تأثيراً». وإشارة إلى استخدامه لمذهب الواقعية الحزينة، قام المحرر فنست ستاريت بإيضاح رؤيته قائلاً: «إنها صورة مجردة مقفرة، وتعد تلك القصة واحدة من أعظم القصص القصيرة». كتب هربرت جورج ويلز أحد أصدقاء المؤلف قائلاً: «تتمثل قصة القارب المكسور وراء كل قضية، وهو عمل توج جميع أعمال [كرين]». وبسؤاله عن استخدام كرين الألوان وطرق توزيع الضوء والصورفي كتاباته، واصل ويلز«تتمتع تلك القصة بالقوة المؤثرة التي تمثلت في جميع الأعمال السابقة، مع وجود عنصر جديد وهو التجلد والوصول لأقصى درجات ضبط النفس؛ فتتبلور الألوان بصورة مكتملة ومؤثرة، ففي الواقع قد تمثلت بصورة أقوى وأعمق، ولكن هناك بعض الخطوط اللونية التي قد تسبب في بعض الأحيان خلق صورة من صور الصمم الأدبي والحيرة الداخلية كما ظهرت جلياً في رواية» شارة حمراء«، كانت لتلك الصور ازدواجية في أداء دورها حيث يغلب عليها الدهشة بدلأ من التنوير، فعلى الجانب الآخر تتميز بالسيطرة العقلية، والتقنين الأدبي الجمالي، تظل هذه القصة محض اهتمام من قبل النقاد، فقد أشار توماس كِنت إلى» القارب المكسور" باعتباره أعظم ما أبدع كرين، في حين أشار ستانلي فيرتهايم "كاتب السيرة الذاتية الخاصة بكرين" قائلاً: "هي أجمل إبداعات كرين في مجال القصة القصيرة، وواحدة من أعظم الأعمال التي سيطرت على الأدب الأمريكي في القرن التاسع عشر.

## وصلات خارجية
- The Open Boat and Other Tales of Adventure في أرشيف الإنترنت
- القارب المكسور ، (adaptation from the CBS radio program Escape (1953.